# Alfred La Liberté
Ne doit pas être confondu avec Alfred Laliberté.
Alfred La Liberté, né Alfred Joseph François La Liberté, le 10 février 1882 à Saint-Jean-sur-Richelieu au Québec et mort le 7 mai 1952 à Montréal, est un compositeur, pianiste, professeur de musique et conférencier québécois.

## Biographie
Alfred La Liberté fut l'élève de Dominique Ducharme.
En 1902, le magazine Passe-Temps publiait son chant patriotique « Le Canada » sur un texte d'Octave Crémazie. La même année, il partit pour Berlin et y séjourna quatre ans comme élève du Conservatoire Stern, étudiant le piano avec Paul Lutzenko, l'harmonie avec Ernst Baeker, le contrepoint et la composition avec Wilhelm Klatte. Lauréat de plusieurs concours, cela lui permit d'obtenir le renouvellement de ses bourses de la part du gouvernement allemand. Il se fit entendre à la cour ducale de Cobourg ainsi qu'à la cour impériale de Berlin, devant Guillaume II.
De retour au Canada en 1906, il enseigna au Conservatoire national de Montréal ainsi qu'au Conservatoire d'Ottawa.
Alfred La Liberté était admirateur de plusieurs compositeurs, notamment Marcel Dupré, Nikolaï Medtner et Alexandre Scriabine.
En 1907, il se rend à New York pour rencontrer le compositeur russe Alexandre Scriabine dont il était un admirateur de ses œuvres. Il le rejoignit ensuite à Bruxelles où il devint son élève.
De retour à Montréal il ouvrit un studio. Il se rendit à New York, où il ouvrit un autre studio en 1913 et donna des cours et conférences, mais cette expérience fut interrompue par la Première Guerre mondiale. Il retourna à Montréal où il enseigna également de 1926 à 1935.
Parmi ses élèves, il eut Hélène Baillargeon, Gérald Desmarais, Hector Gratton, Djane Lavoie-Herz, Antonio Létourneau, Alfred Mignault, Marie-Thérèse Paquin, Auguste Descarries et Wilfrid Pelletier.
Alfred La Liberté est décédé à Montréal en 1952 à l'âge de 70 ans. Il a été nommé associé du Centre de musique canadienne à titre posthume. Au moment de sa mort, il était en possession d'un certain nombre de manuscrits originaux d'Alexandre Scriabine, y compris Poème de l'Extase et la Sonate no 5 ; son épouse en a fait don au musée Scriabine à Moscou en 1972.